# (72688) 2001 FG69
(72688) 2001 FG69 – planetoida z pasa głównego asteroid okrążająca Słońce w ciągu 5,49 lat w średniej odległości 3,11 j.a. Odkryta 19 marca 2001 roku.